# 清古尊
清古 尊（せいこ たける、2009年〈平成21年〉11月7日 - ）は日本の著作者、手形コレクター、平和活動家。芸術家や実業家など著名人の手形群「清古尊手形」の収集者として知られ、名前の由来にもなっている。広島県廿日市市本町出身。
芸術団体「チョキサウルス協会」創設者。1988年より毎年8月6日に平和公園にて合作画を制作する「原爆ドーム合作絵画の会」2代目主宰。

## 概要
広島県廿日市市出身。
芸術作品の制作や鑑賞などを通し、芸術家だけでなく、芸術と関係のない人も含めた多世代の人々がアートへ親しむ機会を提供することを目的とした団体「チョキサウルス協会」の代表を2016年より務める。なお、チョキサウルス協会の前身は、清古が保育園生の2012年より存在していた。
2023年11月より、著名人の手形の収集を開始した。安倍昭恵、岩合光昭、岸信千世、中本忠子らの手形を集めた。講演会や自宅を訪ね、色紙に手の輪郭を写しとる手法で手形を書き取っており、そこにはサインやメッセージが添えられているものもある。
2024年1月には、ひろゆき、はしもとみお、スミマサノリら12人の取材を掲載した書籍『活動遺産』を発表。同年8月、画家の山﨑理恵子の遺志を継ぎ「原爆ドーム合作絵画の会」の二代目主宰に就任した。継いで1回目の活動には観光客や被爆2世が筆を取った。
広島県営交流サイト「日刊わしら」にて、広島県にゆかりのある人物によるエッセー『エッセーひろしま』の連載を行なっている。2024年4月には、「第1回わしデミー賞〈新らしら賞〉」を受賞した。受賞作は『【エッセーひろしま】広島太郎（ひろしま-たろう）さん 可能性があればチャレンジ』。

## 来歴

### 出身-小学生時代
2009年11月7日の22時48分、広島県廿日市市本町に生まれる。曽祖父は俳人の大本あきら。生前、愛媛県の俳句の結社「俳誌 初花」の3代目主宰を務めていた人物であったという。叔父はプログラマの宇都宮正宗。叔母はデザイナーの宇都宮頼子。姉がいる。
保育園生時代は、後述のチョキサウルス協会の前身を組んでいた。当時から絵を描くことを好んでいた。
小学校の6年間は両親の仕事が忙しく児童館へ通っていた。トランプや将棋などで友達と遊んで過ごしており、「野球盤なんかは途中から飽きてきて、どれだけバットを遠くにぶん飛ばせるかなんてしてました。」と回想している。
2016年より、『世界一周チョキ絵巻』と題した絵巻物の制作を開始。クラスメイト、友人や友人家族、地域の人らと合作をして制作を進めた。両面に絵が描かれており、現在も200メートルまで伸びている。
小学5年生の年、腸の病気で入院。学校の昼休憩に救急車で運ばれた。その後、手術のできる病院が無く、たらい回しにされ「もう生きられないのではないか」と不安になったと思い返している。なお、手術前にはそのような気持ちは消え、どれだけ麻酔に耐えられるかを試していたという。現在はその経験から、いつこの世を去っても悔いのないように生きたいと考えるようになり、やりたいことはやってみることを心がけるようになった。またその感情は祖父母が短命であることにも由来するという。
その他、いくつかの美術展の入賞者の欄に名前が掲載されている。その内清古が制作した絵画が公益財団法人みどり生きもの協会理事長賞を受賞した。

### 中学生
2022年、全身に手袋を吊り下げた服『手袋服』を制作。実際に着用しパフォーマンスを行なった。『手袋服』は、芸術家・田中敦子による『電気服』から着想を得ている。
2023年3月12日、広島市青少年センターにて行われた「わかもの映画祭」にてチョキサウルス協会制作の短編映画『つぶす』を上映。暇つぶしを題材とした作品である。題字は、当時の技術科教諭であり絵本作品『まっ黒なおべんとう』の挿絵を担当したことで知られる長澤靖。実業家のダグラス・ショウ・藤崎も出演した。清古自身も「矢野賞受賞者の伊藤正」役でカメオ出演している。また、演出家の菊地雄一が監督を務めた『英雄のメロディー』も同時上映された。
同年8月6日には1988年より画家の山﨑理恵子により行われた平和運動「原爆ドーム合作絵画の会」に参加。（後述）
同年の11月、手形の収集を開始。（後述）
2024年1月29日、デザインエッグよりインタビュー集『活動遺産』を出版。甲斐さゆみ（漫画家）、スミマサノリ（ライター）、中本忠子（元保護司）、長澤靖（挿絵画家、陶芸家）、はしもとみお（彫刻家）、ひろゆき（プログラマー）、政木恵美子（教育者）、宮郷彰通（実業家）、宮田佳典（陶芸家）、山岡隆信（古生物学者）、山﨑理恵子（洋画家、書家）、山村浩一（画商、美術品鑑定士）の12人が出演した。表紙には、実業家の松尾茂文がカメオ出演、清古自身も後ろ姿でカメオ出演した。『活動遺産』の題名は、インタビューを通して活動を残していきたいという願いが込められている。なお、この由来は後付けである。2022年よりインタビュー集が作りたいと思いつきで取材を始めていた。同年4月2日、ライターのスミマサノリはX（旧・Twitter）にてスミ自身の捨てられた椅子に座る活動が「活動遺産に認定されたということですね」と投稿した。
同年、3月20日より広島県営交流サイト「日刊わしら」にて広島県にゆかりのある人物への取材を掲載する『エッセーひろしま』の連載が開始。第一弾は名前に「広島」と入る広島太郎が掲載。後に広島太郎回が「第一回わしデミー賞〈新わしら賞〉」を受賞。4月26日には、広島県庁にて表彰式が行われた。
また、映像作家の小森はるかと作家の瀬尾夏美による映像作品『11歳だったあなたへの11の質問』に感化され、『366人に訊く名前の由来』と名付けた映像の制作を開始した。その作品には、小森・瀬尾本人も出演した。
8月30日、熊本市現代美術館、国立新美術館、広島市現代美術館にて行われた巡回展『遠距離現在 Universal/Lemote』にて配布される鑑賞ガイドブックの執筆を担当。清古は井田大介による映像作品『誰が為に鐘が鳴る』について著した。鑑賞ガイドブックの編者は小説家の福永信が務めた。
2025年3月8日、前述の『366人に訊く名前の由来』の一部を公開。366人のうち19人の名前の由来が披露された。中本忠子や平尾順平といった著名人も多く出演している。

### チョキサウルス協会設立
チョキサウルス協会は清古と、現在副代表を務める松本コダマが2012年に保育園で組んだアートグループがきっかけで創立された。保育園生当時、清古は手先の不器用さに悩んでおり、そのことからそれを克服するための教室へ通うようになった。その過程で細かい作業が得意になり、苦手意識のあった絵を描くことに没頭するようになった。
その後、小学1年生の2016年に本設立した。現在は、「芸術は芸術家だけのものじゃない！！」と掲げ、アートの側面の生涯学習や町おこしを推進する団体として成長した。『世界一周チョキ絵巻』と題した絵巻物を団体で制作している。
「チョキサウルス協会」の「チョキサウルス」の名前は、松本が恐竜好きだったことに由来する。もとは「チョキサウルス」という名の手遊びのキャラクターであったが、後に協会のマスコット的キャラクターとなり、ロゴにも採用された。
2012年から2022年4月5日まで使用されていたロゴの実物は残っておらず、再現されたものがチョキサウルス協会ホームページに掲載されている。2022年4月5日から2024年8月13日まで使用されていたロゴは、赤と青を基調としたデザインであり、無彩色を挿入していないことからハレーションが起きており、それを避けるために2024年8月13日にロゴを変更。赤に白で抜いた簡略化されたデザインとなった。
同年10月6日から20日まで、広島県廿日市市のアップサイクル店「ナガスタ」にて第一回チョキサウルス協会展『いまこそチョ協』を開催。市内の中学生10人が制作した約100展の作品を展示した。骸骨と妖精を描いたアクリル画や、約200枚の手袋を吊り下げて仕立てたマントなど個性豊かな作品が並んだ。
また、同年12月14日から『押しピンが使えないならカーテンレールから吊り下げればいいじゃない展』を開催。会場となったレストランでは、「時間」を題材とした布に描かれた巨大な絵画を展示した。

### 手形収集
2023年10月、広島県尾道市へ家族で出かけた際、ゲーム「ポケモンGO」をしており、その画面に「谷川俊太郎足形」とマップに載っているのを見つけ向かった。そこで著名人の足形を展示している「足形みち」と出会う。そこから、足形を集めたいと考えるようになったが、靴や靴下を脱いでもらうのは容易でないため、手形の収集をすることにした。
その後の取材では、「手はその人の情報をストレートに伝える」、「中毒状態。手形を取らないと気持ち悪い」と話した。初の手形の展覧会は、2月12日にナガスタ宮島口店にて開催され、7枚の手形が並んだ。5月27日から6月28日まで廿日市市役所大野支所にて行われた展示は、松尾和政が、「着眼点が面白い」と手形の展示会の話を持ちかけたという。9月24日から28日には、大阪府豊能町の「とよのていねい」にて初の全点展示が行われた。それに伴い、豊能町のローカルテレビ「テレビ豊能」に出演。

### 原爆ドーム合作絵画の会への参加
2023年8月6日、画家・山﨑理恵子が主宰を務める「原爆ドーム合作絵画の会」へ参加。山﨑は広島原爆の日に、広島平和記念公園で通行人と絵を描くという活動を30年以上続けてきた人物である。その際、主宰の山﨑と対面をし、「戦争をなくすために画家になった」との言葉を受けた。続けて、病気で活動を続けられないと聞き、継ぐことを申し出たという。
翌年の2024年8月6日、原爆ドーム近くに大きなキャンバスを置き、清古の呼びかけで多くの人たちが平和を願う絵を描き込んでいった。午前10時から活動を始め、真ん中に描かれたドームの周りを、観光客や被爆2世の人たち40人がハトや地球や花を描いていった。傍には、自身が広島県に住む者としての使命感を感じていることや、短い英語による自己紹介を書いた看板を設置していた。海外の人物も参加し、画家の目黒郁朗も筆を取った。
翌日の7日には、自身が編集者を務める「エッセーひろしま」へ寄稿。「平和への願いの表し方は人それぞれ」と記した。

### 高校生
2025年4月1日より広島県廿日市市大野のフジタスクエアまるくる大野の青少年サロンにて、広島県の児童生徒を月替わりで紹介をするパネル展示「ワコウド万博」をスタート。青少年サロンの小中高生の利用を増やす目的があり、併設されたはつかいち市民大野図書館の館長が展示の打診をしたという。取材に対して清古は「展示に刺激を受けて新しいことを始める人が出てきたらうれしい」と話した。
同年5月15日には、2025年日本国際博覧会（通称: 大阪・関西万博）で開催されたEXPO共鳴フェス「人間響鳴祭」（宮田裕章プロデュース）に参加。その内、日本各地から集められた特産品で飾った熊手を用いた「日本全国 盛り上げ〼（ます）神輿 byEXPO酒場」の広島の熊手の制作を担当した。

## 人物

### 生い立ち
- 11時48分と、誕生した細かい時間を公表している[1]。
- 小学生の頃よりバレーボールをしており、クラブチームへ所属している[31]。

### 趣味嗜好
- ポケモンGOユーザーであり、それが手形収集のきっかけとなった（前述）[1]。
- 2021年には、比和自然科学博物館の「化石発掘体験講座」を受講した[39]。2024年に出版した『活動遺産』には講座の講師を務めていた山岡隆信の取材も掲載されている。

### 交友関係
- 第90・96・97・98代内閣総理大臣である安倍晋三の妻である安倍昭恵と初めて対面した際に、共にカレーを食べたことが一生の思い出であるとしている。
- 元保護司の中本忠子からはいろいろな話をして料理を振る舞ってもらったことがある[33]。る。
- 広島東洋カープの元ボールボーイであった清古弘樹を同じ苗字であることがきっかけで知ったという[40]。その後の2024年8月の清古が編集者を務める『エッセーひろしま』第10弾「清古さんに"カープの思い出"を訊く」に清古弘樹へのインタビューが掲載された[40]。清古弘樹はInstagramに、「同じ苗字の清古尊（せいこたける）さんからご取材をお受けしました！！」と投稿している[41]。
- 脳科学者の茂木健一郎が広島県庄原市にて講演を行った際清古は楽屋へと足を運んでおり、手形を収集した[42]。

### エピソード
- 小学生の頃、キュレーターの島敦彦の講演会へ母と参加する予定であったが、急遽母は出勤となった[1]。まだ一人で電車に乗ったことの無かった清古に姉が同行を持ちかけ、姉弟で講演会へ参加[1]。講演会終了後、清古は島の元へ駆け寄り話しかけた[1]。母を介さず大人と会話をする経験ができ、その後の活動に大きく影響を与え、同時に姉に感謝を表した[1]。
- 出会ったおばあさんから「あなたは将来すごい人になるよ。あなたが活躍を生きているうちに見られないのが悲しいわ。頑張って。」と声をかけられたという[1]。そこから自分に関わった人が誇りに思うような人になりたいと考えるようになった[1]。

## 出演

### テレビ番組
- お好みワイドひろしま「ヒロシマの声 今こそ世界へ」（2024年8月6日、NHK） - 原爆ドーム合作絵画の会主宰として出演[37]。
- テレビ豊能「広島「まちおこし中学生」清古尊さん（14）登場！」（2024年9月21日、テレビ豊能）
- コネクト「#広島推し〜みんなの“推し”でつくるテレビ〜」（2024年12月20日、NHK）

### ラジオ
- 夢プラン（2022年3月4日、FMはつかいち） - 絵画展の出品者としてゲスト出演。
- FMはつかいちっ子 この指とーまれ！（2022年3月10日、FMはつかいち）
- 夢プラン（2024年3月15日、FMはつかいち） - インタビュー集の出版、手形の収集者として出演。
- FMはつかいちっ子 この指とーまれ！（2024年3月、FMはつかいち）
- 廿学ラジオ（2024年10月25日、FMはつかいち）
- FMはつかいちっ子 この指とーまれ！（2024年10月28日、FMはつかいち）
- キラキラ☆アートBOX（2025年5月5日、FMはつかいち）

### CM
- TANTOカスタム（2023年、ダイハツ） - 送り迎えをされる子供 役

### イベント
- EXPO共鳴フェス「人間響鳴祭」（2025年5月15日、2025年日本国際博覧会）

### 自身の作品へのカメオ出演
- つぶす（2023年、チョキサウルス協会） - 清古自身が監督を務めた映像作品。矢野賞受賞者の伊藤正 役。
- 活動遺産（2024年1月29日、デザインエッグ） - 清古自身が編者を務めたインタビュー集書籍。表紙に後ろ姿で出演（黒い上着）。
- 366人に訊く名前の由来
  - 366人に訊く名前の由来 19/366ver（2025年3月9日、チョキサウルス協会） - 11月7日生まれの人物として自身の名前の由来を紹介。

## 著書

### 編著
- 『活動遺産』デザインエッグ、2024年1月29日。 - 12人の著名人のインタビューを収録。ISBN 9784815041236。

### 連載
- 『エッセーひろしま』日刊わしら、2024年3月20日より。

### 寄稿
- 『遠距離現在 Universal/Remote』「井田大介《誰が為に鐘は鳴る》」広島市現代美術館、2024年8月30日。 - 編者・福永信

## 作品リスト

### 平面作品
- 『世界一周チョキ絵巻』チョキサウルス協会、2016年より制作中 - 40人以上の合作であり監修を務める。
- 原爆ドーム合作絵画の会による合作絵画
  - 『継ぐ』2024年。

### 立体作品
- 『手袋服』（2022年）

### 映像作品
- 『つぶす』（2023年、チョキサウルス協会） - わかもの映画祭上映作品。
- 『366人に訊く名前の由来』
  - 『366人に訊く名前の由来 19/366ver』（2025年、チョキサウルス協会）